# Dieter Hofmann (Designer)
Dieter Hofmann (* 1960 in Fürth) ist ein deutscher Systemdesigner, Produktdesigner und Hochschulprofessor. Von Oktober 2014 bis September 2022 war er Rektor der Burg Giebichenstein Kunsthochschule Halle.

## Leben
Dieter Hofmann absolvierte eine Ausbildung zum Technischen Zeichner, anschließend studierte er Maschinenbau an der Fachhochschule Nürnberg und Investitionsgüterdesign an der Staatlichen Akademie der Bildenden Künste Stuttgart. Eine Gastprofessur führte ihn in den Jahren 1996 und 1997 an die International Design School of Advanced Studies in Seoul, Korea. Als künstlerischer Assistent war er von 1997 bis 1999 an der Staatlichen Akademie für Bildende Künste in Stuttgart tätig. Im Rahmen eines fünfjährigen Aufenthalts in Japan wirkte er von 1999 bis 2001 als Gastprofessor an der japanischen National University of Tsukuba. Seit 2003 hat er die Professur für Industrial Design/Produkt- und Systemdesign an der Burg Giebichenstein Kunsthochschule Halle inne.
2014 wählte ihn der Akademische Senat zum Rektor und bestätigte ihn 2018 mit seiner Wiederwahl in seinem Amt. Im Rahmen dieser Aufgabe sieht Dieter Hofmann unter anderem einen Schwerpunkt darin, die Internationalisierung der BURG konzeptionell auszubauen, die besondere Hochschulkultur der Burg zu pflegen und den geplanten Neubau des Kunst-Campus umzusetzen.
Darüber hinaus war Dieter Hofmann von 2000 bis 2002 Japan-Korrespondent für das Onlinemagazin der Zeitschrift form. 2000 gründete er das Büro eDesign, mit dem er Unternehmen in interkulturellen Fragen berät und Investitionsgüter, Produkte und Systeme in den Bereichen Mobilität, öffentliche Kommunikation, Werkzeugmaschinen, Medizin- und Labortechnik, Haushalt und Körperpflege entwirft. Dieter Hofmann ist Gründungsstifter der SYN-Stiftung Kunst Design Wissenschaft und war von 2009 bis 2014 in deren Vorstand. Für Industriedesign- und Forschungsprojekte im In- und Ausland arbeitete er unter anderem mit dem Fraunhofer-Institut für Arbeitswirtschaft und Organisation IAO und dem Institute for Kansei Engineering and Industrial Design, Tsukuba, Japan zusammen.
Da sich Hofmann nicht für eine weitere Amtsperiode als Rektor zur Verfügung stellte, wählte der Akademische Senat Bettina Erzgräber zu seiner Nachfolgerin ab 1. Oktober 2022.